# Parafia Wniebowzięcia Najświętszej Maryi Panny w Mydłowie
Parafia Wniebowzięcia Najświętszej Maryi Panny w Mydłowie - parafia rzymskokatolicka znajdująca się w diecezji sandomierskiej w dekanacie Klimontów.
Pierwsze wzmianki o parafii pochodzą sprzed roku 1326, wtedy już wspominana jest przez historyka Jana Długosza. 
Do parafii należą wierni z miejscowości: Beradz, Boduszów, Borków, Garbowice, Kaczyce, Kamieniec, Kopiec, Krępa, Mydłowiec, Mydłów, Płaczkowice i Przepiórów.

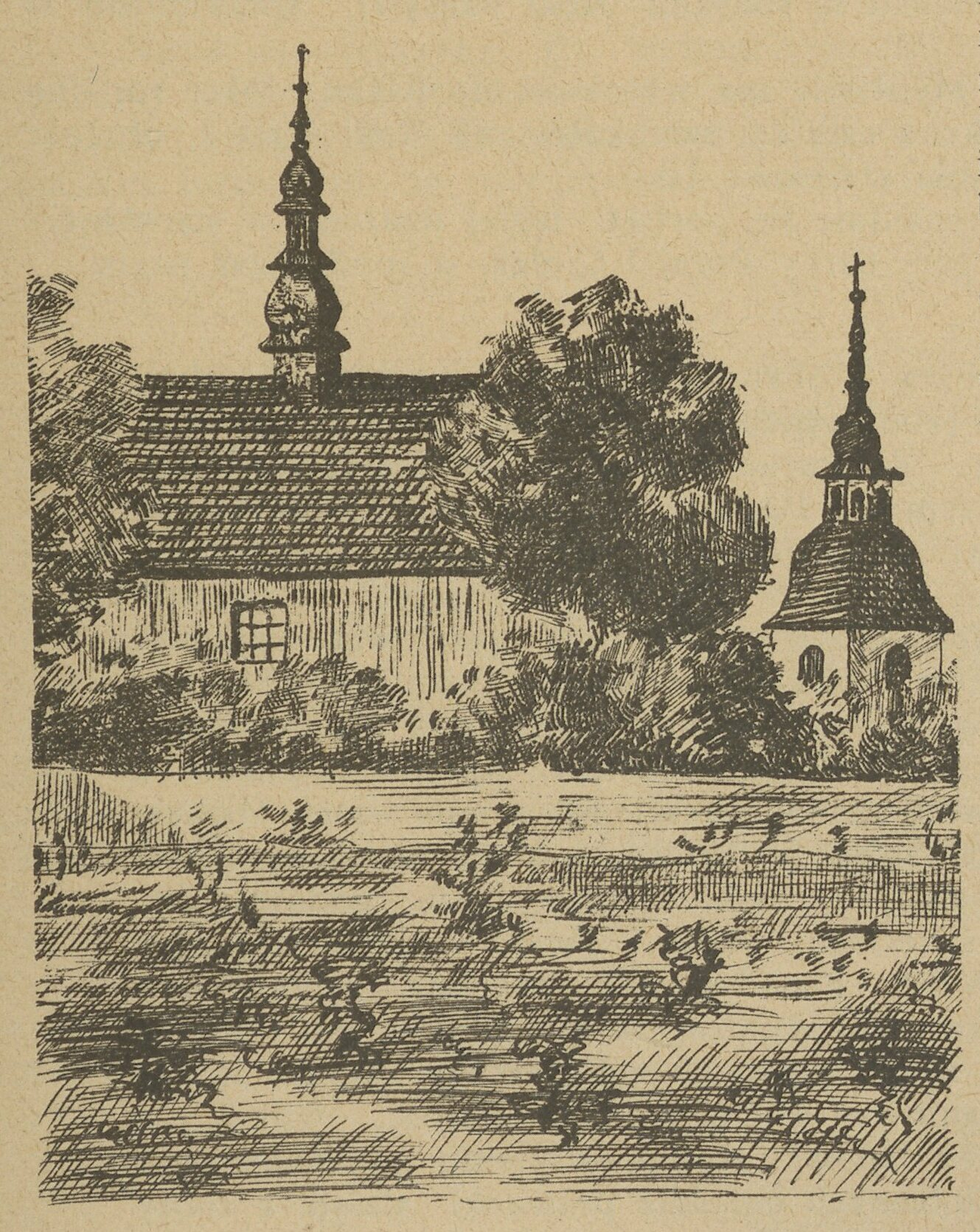
Kościół przed 1907